# Кетрін О'Гара
Кетрін О'Гара (англ. Catherine O'Hara; нар. 4 березня 1954) — канадська та американська акторка. Лауреатка двох премій «Еммі» (1982, 2020), інших нагород.

## Біографія
Кетрін О'Гара народилася 4 березня 1954 року в Торонто, Канада, у багатодітній ірландській католицькій родині. Навчалася в Burnhamthorpe Collegiate Institute.

## Кар'єра
У середині 1970-х почала з'являтися на міському телевізійному каналі в передачі «Секонд Сіті ТБ», також виконувала озвучення мультиплікаційних ролей. У кіно перша роль у фільмі «The Rimshots» (1976). У 1980-х почала з'являтися у більш значних ролях: «Подвійний негатив» і «Нічого особистого». Актрису помітили, і вона приступила до зйомок вже не тільки в Канаді, а й у США. У 1985 році О'Гара з'явилася в комедійному трилері Мартіна Скорсезе «Після роботи». У 1988 році у фільмі Тіма Бертона «Бітлджус». У 1990 році знялася в сімейній комедії Кріса Коламбуса «Сам удома», а також у продовженні фільму «Сам удома 2: Загублений у Нью-Йорку» (1992).
Вона також з'явилася в ролі доктора Джорджини Орвелл у першому сезоні чорного комедійного драматичного серіалу Netflix «Низка злощасних подій», прем'єра якого відбулася у 2017 р. Два епізоди з її участю були зняті її чоловіком Бо Велшем, який також виступив художником-постановником серіалу.
У 2007 році отримала зірку на Канадській Алеї слави.

## Особисте життя
Кетрін О'Гара у шлюбі з режисером Бо Велчем з 25 квітня 1992 року, вони мають двох синів: Метью (1994) і Люк (1997). О'Хара була призначена почесним мером Брентвуда у 2021 році.

## Фільмографія

### Акторка
| Рік       |    | Українська назва                                       | Оригінальна назва                                         | Роль                                                          |
| --------- | -- | ------------------------------------------------------ | --------------------------------------------------------- | ------------------------------------------------------------- |
| 1975      | с  | Шоу Вейна і Шустера                                    | The Wayne & Shuster Show                                  | різні ролі                                                    |
| 1975      | с  |                                                        | The Wayne & Shuster Comedy Special                        | роль                                                          |
| 1976—1977 | с  |                                                        | Coming Up Rosie                                           | Мірна Валбекер                                                |
| 1976—1979 | с  | Секонд Сіті ТБ                                         | Second City TV                                            | різні ролі                                                    |
| 1976      | тф |                                                        | The Rimshots                                              |                                                               |
| 1978      | с  |                                                        | The Wayne & Shuster Superspecial                          | роль                                                          |
| 1978      | мф |                                                        | Witch's Night Out                                         | Зловмисний                                                    |
| 1979      | мф | Міжгалактичний порядок або будь ласка, не їжте планету | Intergalactic Thanksgiving or Please Don't Eat the Planet | Ма Спадеміндер                                                |
| 1980      | мф |                                                        | Easter Fever                                              | Скарлетт О'Гара                                               |
| 1980      | ф  | Нічого особистого                                      | Nothing Personal                                          | Одрі                                                          |
| 1980      | ф  | Подвійний негатив                                      | Double Negative                                           | Джудіт                                                        |
| 1980      | тф | Від Клівленда                                          | From Cleveland                                            | різні ролі                                                    |
| 1980      | тф | Ви пройшли довгий шлях, Кеті                           | You've Come a Long Way, Katie                             |                                                               |
| 1981      | с  | Година комедії Стіва Аллена                            | The Steve Allen Comedy Hour                               | різні ролі                                                    |
| 1981—1982 | с  | ССТБ Нетворк 90                                        | SCTV Network 90                                           | різні ролі                                                    |
| 1983—1984 | с  | Канал ССТБ                                             | SCTV Channel                                              | різні ролі                                                    |
| 1983      | мф | Рок та правила                                         | Rock & Rule                                               | тітка Едіт                                                    |
| 1984      | с  | Нове шоу                                               | The New Show                                              | різні ролі                                                    |
| 1985      | с  | Тиждень комедії Джорджа Бернса                         | George Burns Comedy Week                                  |                                                               |
| 1985      | тф | Остання полька                                         | The Last Polka                                            | Лемон Твін                                                    |
| 1985      | ф  | Після роботи                                           | After Hours                                               | Гейл                                                          |
| 1986      | ф  | Ревнощі                                                | Heartburn                                                 | Бетті                                                         |
| 1986      | тф |                                                        | Dave Thomas: The Incredible Time Travels of Henry Osgood  | Марія Антуанетта                                              |
| 1987      | тф | По-справжньому дивні історії                           | Really Weird Tales                                        | Тереза Шарп                                                   |
| 1987      | с  | Важкі часи                                             | Trying Times                                              | Бебекка                                                       |
| 1988      | мс | Повністю психічні халепи Еда Грімлі                    | The Completely Mental Misadventures of Ed Grimley         | міс Мелоун                                                    |
| 1988      | ф  | Бітлджус                                               | Beetlejuice                                               | Делія Дітц                                                    |
| 1989      | тф | Я, Мартін Шорт, вирушаю в Голлівуд                     | I, Martin Short, Goes Hollywood                           | Ненсі Меі                                                     |
| 1989      | тф | Андреа Мартін... Знову разом                           | Andrea Martin... Together Again                           | різні ролі                                                    |
| 1990      | ф  | Дік Трейсі                                             | Dick Tracy                                                | Тексі Гарсія                                                  |
| 1990      | ф  | Весілля Бетсі                                          | Betsy's Wedding                                           | Глорія Геннер                                                 |
| 1990      | ф  | Сам удома                                              | Home Alone                                                | Кейт Маккаллістер                                             |
| 1990      | ф  | Маленький Вегас                                        | Little Vegas                                              | Лексі                                                         |
| 1990      | с  | Комедійне шоу Дейва Томаса                             | The Dave Thomas Comedy Show                               |                                                               |
| 1990      | с  | Як у кіно                                              | Dream On                                                  | Ірма                                                          |
| 1991      | с  | Мортон і Гейз                                          | Morton & Hayes                                            |                                                               |
| 1992      | с  | Шоу Ларрі Сандерса                                     | The Larry Sanders Show                                    | Кетрін О'Гара                                                 |
| 1992      | ф  | Ось такі сусіди                                        | There Goes the Neighborhood                               | Джессі Лодж                                                   |
| 1992      | ф  | Сам удома 2: Загублений у Нью-Йорку                    | Home Alone 2: Lost in New York                            | Кейт Маккаллістер                                             |
| 1993      | мф | Жах перед Різдвом                                      | The Nightmare Before Christmas                            | Саллі / Крито                                                 |
| 1993      | с  | Прихована кімната                                      | The Hidden Room                                           | Лорель Броуді                                                 |
| 1994      | с  | Байки зі склепу                                        | Tales from the Crypt                                      | Джеральдін Ферретт                                            |
| 1994      | ф  | Газета                                                 | The Paper                                                 | Сьюзен                                                        |
| 1994      | ф  | Вайетт Ерп                                             | Wyatt Earp                                                | Еллі Ерп                                                      |
| 1994      | ф  | Поворот долі                                           | A Simple Twist of Fate                                    | Ейпріл Сімон                                                  |
| 1995      | ф  | Легенди дикого заходу                                  | Tall Tale                                                 | Каламіті Джейн                                                |
| 1996      | ф  | В очікуванні Гаффмана                                  | Waiting for Guffman                                       | Шейла Альбертсон                                              |
| 1996      | ф  | Останній з великих королів                             | The Last of the High Kings                                | Кетлін                                                        |
| 1997      | с  | За межею можливого                                     | The Outer Limits                                          | Бека Полсон                                                   |
| 1997      | мф | Пеппі Довга Панчоха                                    | Pippi Longstocking                                        | місіс Прісселіус                                              |
| 1997      | тф | Надія                                                  | Hope                                                      | Мюріель Максвейн                                              |
| 1998      | ф  | Ось такі пироги                                        | Home Fries                                                | Беатріс Левер                                                 |
| 1999      | тф | Вчора пізно ввечері                                    | Late Last Night                                           | Шрінк                                                         |
| 1999      | ф  | Життя перед цим                                        | The Life Before This                                      | Шина                                                          |
| 1999      | мф | Барток Чудовий                                         | Bartok the Magnificent                                    | Людмила                                                       |
| 1999      | с  |                                                        | Oh Baby                                                   | Роберта Гантер                                                |
| 2000      | с  |                                                        | MADtv                                                     | жінка на побаченні                                            |
| 2000      | ф  | Переможці шоу                                          | Best in Show                                              | Кукі Флек                                                     |
| 2000      | мф |                                                        | Edwurd Fudwupper Fibbed Big                               | голос                                                         |
| 2001      | мс |                                                        | Committed                                                 | Ліз Ларсен                                                    |
| 2001      | ф  | Поговоримо про секс                                    | Speaking of Sex                                           | Конні Баркер                                                  |
| 2002      | ф  | Країна чудіїв                                          | Orange County                                             | Сінді Біглер                                                  |
| 2002      | с  | Брем і Еліс                                            | Bram and Alice                                            | міс О'Коннор                                                  |
| 2003      | с  | Джек на всі руки майстер                               | Odd Job Jack                                              | Клаудія Джонсон                                               |
| 2003—2005 | с  | Клієнт завжди мертвий                                  | Six Feet Under                                            | Керол Вард                                                    |
| 2003      | ф  | Потужний вітер                                         | A Mighty Wind                                             | Міккі Краббе                                                  |
| 2004      | ф  | Пережити Різдво                                        | Surviving Christmas                                       | Крістіна Валко                                                |
| 2004      | тф | Джиго                                                  | The Wool Cap                                              | Глорія                                                        |
| 2004      | ф  | Лемоні Снікет: 33 нещастя                              | Lemony Snicket's A Series of Unfortunate Events           | Стросс                                                        |
| 2005      | ф  | Вирішальна гра                                         | Game 6                                                    | Лілліан Роджан                                                |
| 2005      | мф | Курча Ципа                                             | Chicken Little                                            | Тіна                                                          |
| 2006      | мф | Лісова братва                                          | Over the Hedge                                            | Пенні                                                         |
| 2006      | мф | Будинок-монстр                                         | Monster House                                             | мати Діджея                                                   |
| 2006      | мф | Братик ведмедик 2                                      | Brother Bear 2                                            | Ката                                                          |
| 2006      | мф | Барбі: 12 танцюючих принцес                            | Barbie in the 12 Dancing Princesses                       | Ровена                                                        |
| 2006      | ф  | Пенелопа                                               | Penelope                                                  | Джессіка Вілерн                                               |
| 2006      | ф  | На ваш суд                                             | For Your Consideration                                    | Мерилін Гекс                                                  |
| 2008      | тф |                                                        | Good Behavior                                             | Джекі Вест                                                    |
| 2009      | ф  | В дорозі                                               | Away We Go                                                | Глорія                                                        |
| 2009      | с  | Стримай свій ентузіазм                                 | Curb Your Enthusiasm                                      | Бам Бам                                                       |
| 2009—2011 | мс | Гленн Мартін                                           | Glenn Martin DDS                                          | Джекі Мартін                                                  |
| 2009      | ф  | Там, де живуть чудовиська                              | Where the Wild Things Are                                 | Джудіт                                                        |
| 2010      | ф  | Кілери                                                 | Killers                                                   | місіс Корнфельдт                                              |
| 2010      | тф | Темпл Грандін                                          | Temple Grandin                                            | тітка Енн                                                     |
| 2011      | мф | Монстр у Парижі                                        | Un monstre a Paris                                        | мадам Карлотта                                                |
| 2012      | мф | Франкенвіні                                            | Frankenweenie                                             | місіс Франкенштейн, фантастична дівчинка, вчитель фізкультури |
| 2012      | с  | Леслі                                                  | Leslie                                                    | Леслі                                                         |
| 2012      | с  | 30 потрясінь                                           | 30 Rock                                                   | Перлайн                                                       |
| 2013      | с  | Найбільша подія в історії телебачення                  | The Greatest Event in Television History                  | Мюріел Раш                                                    |
| 2013      | тф | Для мого майбутнього помічника                         | To My Future Assistant                                    | Магда                                                         |
| 2013      | ф  | Дорослі діти розлучення                                | A.C.O.D.                                                  | Мелісса                                                       |
| 2013      | ф  | Кохаю твою дружину                                     | The Right Kind of Wrong                                   | Тесс                                                          |
| 2014      | мф | Спогади про Марні                                      | Omoide no Mani                                            | літня Марні                                                   |
| 2015      | тф | Що живе усередині                                      | What Lives Inside                                         | Сара Делані                                                   |
| 2015      | с  | Американська сімейка                                   | Modern Family                                             | доктор Дебра Редкліфф                                         |
| 2015—2020 | с  | Шиттс-Крік                                             | Schitt's Creek                                            | Мойра Роуз                                                    |
| 2019—2021 | мс | Останні діти на Землі                                  | The Last Kids on Earth                                    | Скаелка                                                       |
| 2019      | мф | Родина Адамсів                                         | The Addams Family                                         | бабуся Фрумп                                                  |
| 2021      | мф |                                                        | Extinct                                                   | Альма                                                         |
| 2023      | ф  | Продавці болю                                          | Pain Hustlers                                             | Джекі                                                         |
| 2024      | ф  | Арґайл                                                 | Argylle                                                   | Рут, мати Еллі                                                |
| 2024      | мф | Дикий робот                                            | The Wild Robot                                            | Рожевий хвіст                                                 |
| 2024      | ф  | Бітлджюс 2                                             | Beetlejuice 2                                             | Делія Дітц                                                    |

### Режисер, сценарист

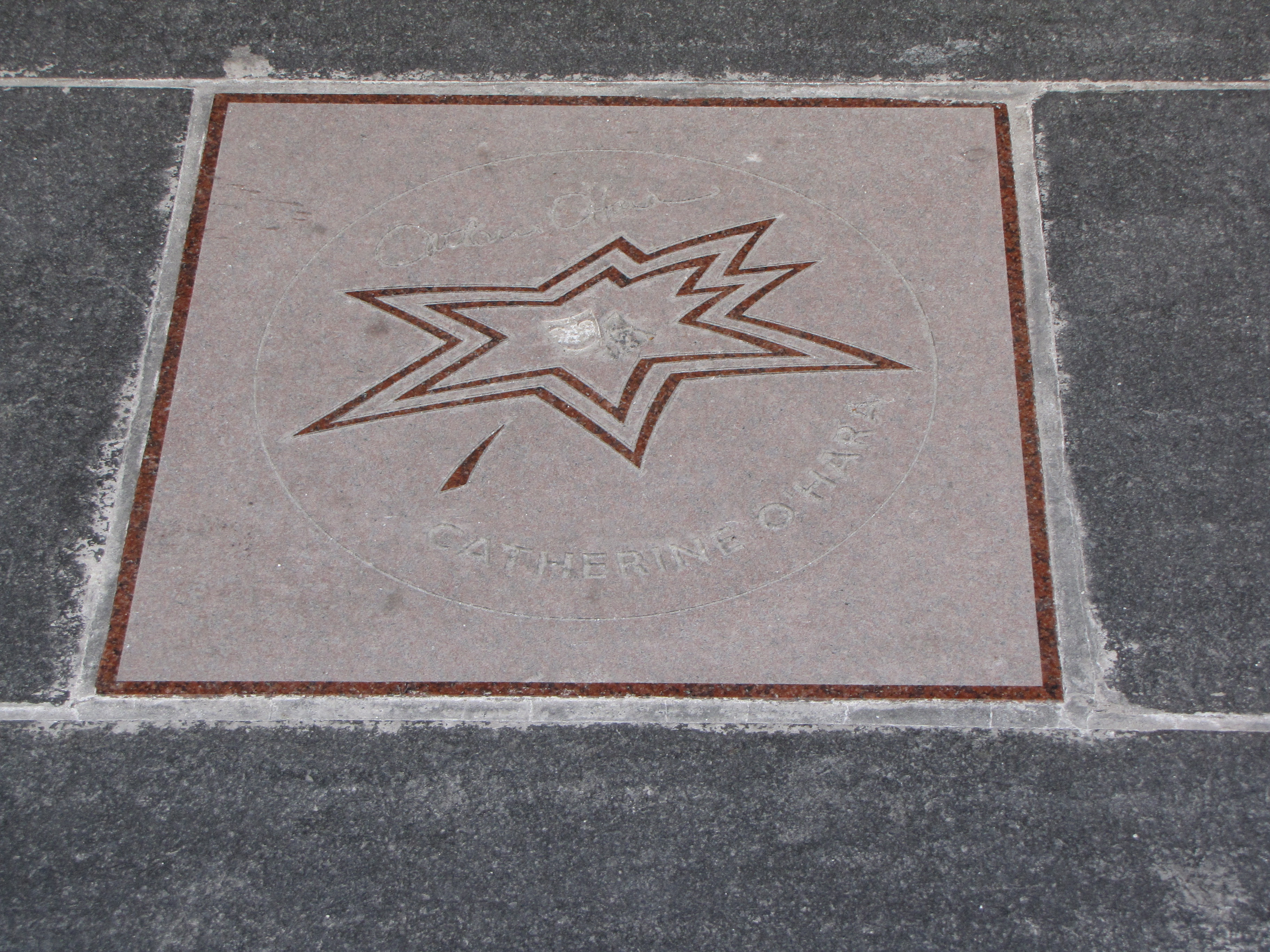
Зірка на Канадській Алеї слави

| Рік       |    | Українська назва             | Оригінальна назва               | Роль      |
| --------- | -- | ---------------------------- | ------------------------------- | --------- |
| 1976—1979 | с  | Секонд Сіті ТБ               | Second City TV                  | сценарист |
| 1980      | тф | Від Клівленда                | From Cleveland                  | сценарист |
| 1981—1982 | с  | ССТБ Нетворк 90              | SCTV Network 90                 | сценарист |
| 1983—1984 | с  | Канал ССТБ                   | SCTV Channel                    | сценарист |
| 1987      | тф | По-справжньому дивні історії | Really Weird Tales              | сценарист |
| 1988      | тф | Найкраще на ССТБ             | The Best of SCTV                | сценарист |
| 1989      | тф | Андреа Мартін... Знову разом | Andrea Martin... Together Again | сценарист |
| 1991      | с  | Як у кіно                    | Dream On                        | режисер   |
| 1998      | с  | За межею можливого           | The Outer Limits                | режисер   |